# Feketéskék pitykegomba
A feketéskék pitykegomba (Entoloma serrulatum) a döggombafélék családjába tartozó, Európában és Észak-Amerikában honos, erdőkben, réteken élő, nem ehető gombafaj.

## Megjelenése
A feketéskék pitykegomba kalapja 1-4 cm széles, alakja eleinte domború, majd széles domborúan kiterül, közepe kissé bemélyedő. Felszíne selymes-szálas vagy finoman pikkelyes, különösen a közepén. Színe fekete vagy kékesfekete, idővel szürkévé fakul. Széle idősen finoman bordázott. 
Húsa vékony, törékeny; színe szürkés. Szaga és íze lisztszerű.  
Közepesen sűrű lemezei tönkhöz nőttek, sok a féllemez. Színük eleinte halvány kékesszürke, később rózsaszínes árnyalattal. Élük fűrészes, kékes-feketés. 
Tönkje 2-4 cm magas és 0,2-0,3 cm vastag. Alakja egyenletesen hengeres, üregesedő. Felszíne a csúcsánál selymes, lejjebb sima. Színe feketés vagy kékesfekete. Tövéhez fehér micéliumszövedék kapcsolódik. 
Spórapora rózsaszínű. Spórája szögletes, 5-6 csúcsú, mérete 9-13 x 6,5-8 µm. 

### Hasonló fajok
A kéklemezű pitykegomba, az acélkék döggomba, esetleg a lila pénzecskegomba hasonlít hozzá.

## Elterjedése és termőhelye
Európában és Észak-Amerikában honos. Magyarországon ritka.
Lomb- és tűlevelű erdőkben, réteken, gyepekben található meg a talajon vagy erősen korhadó fatörzseken, tuskókon; egyesével vagy kisebb csoportokban. Nyáron és ősszel terem.  

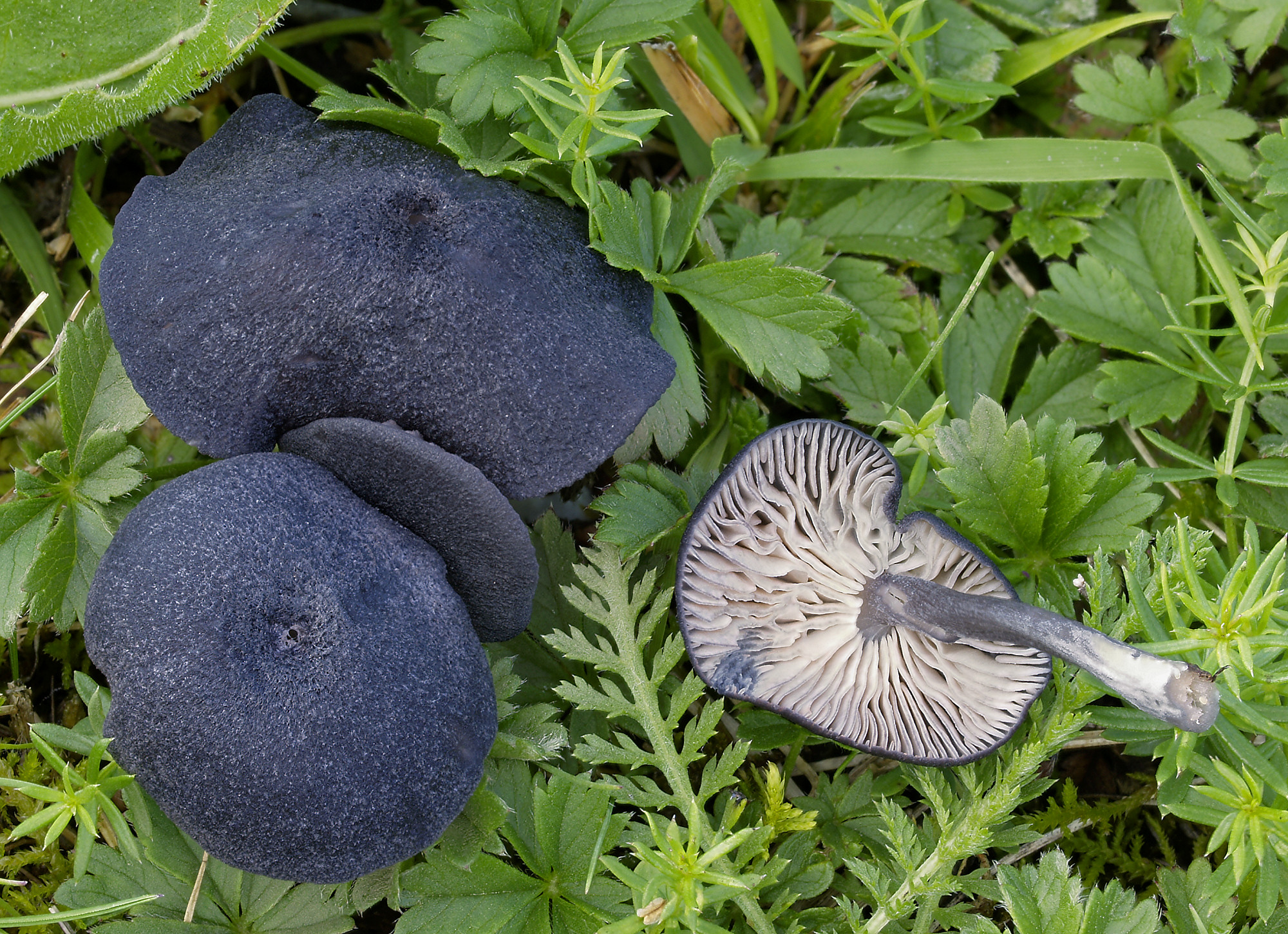
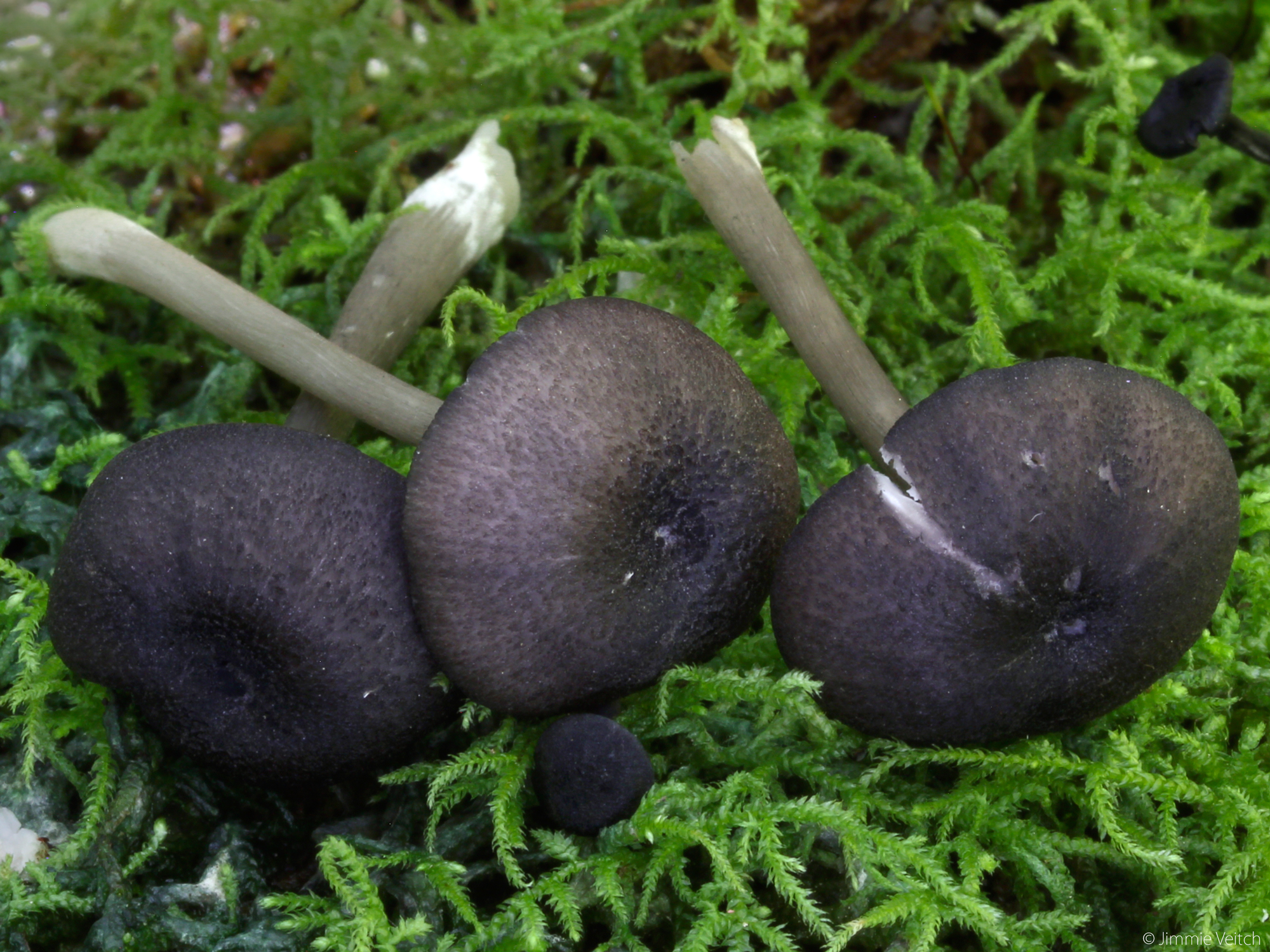
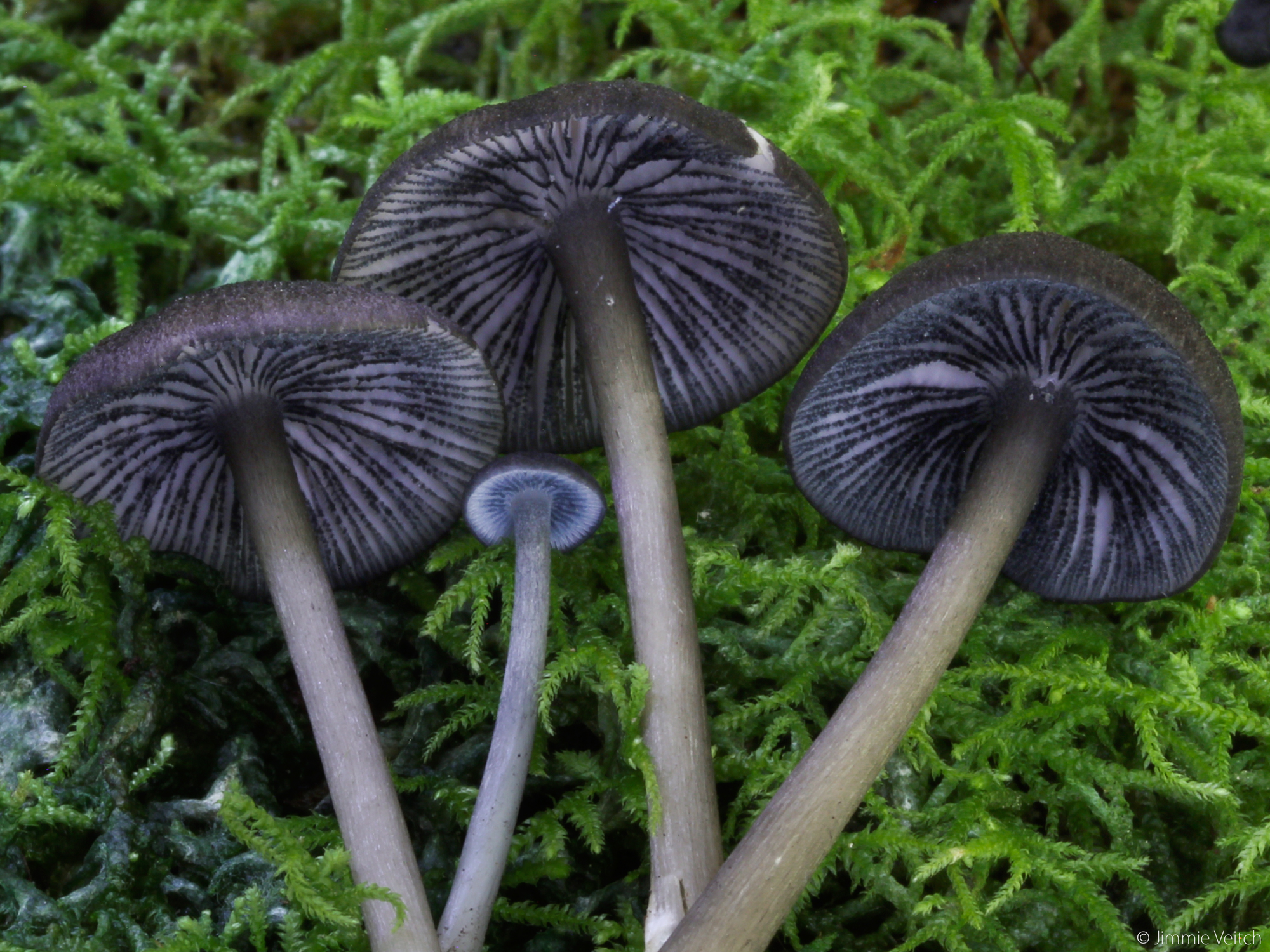
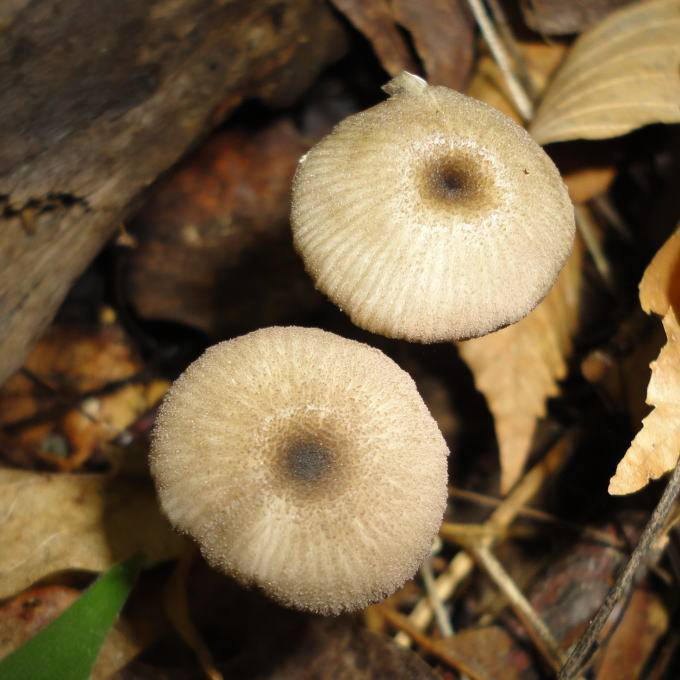
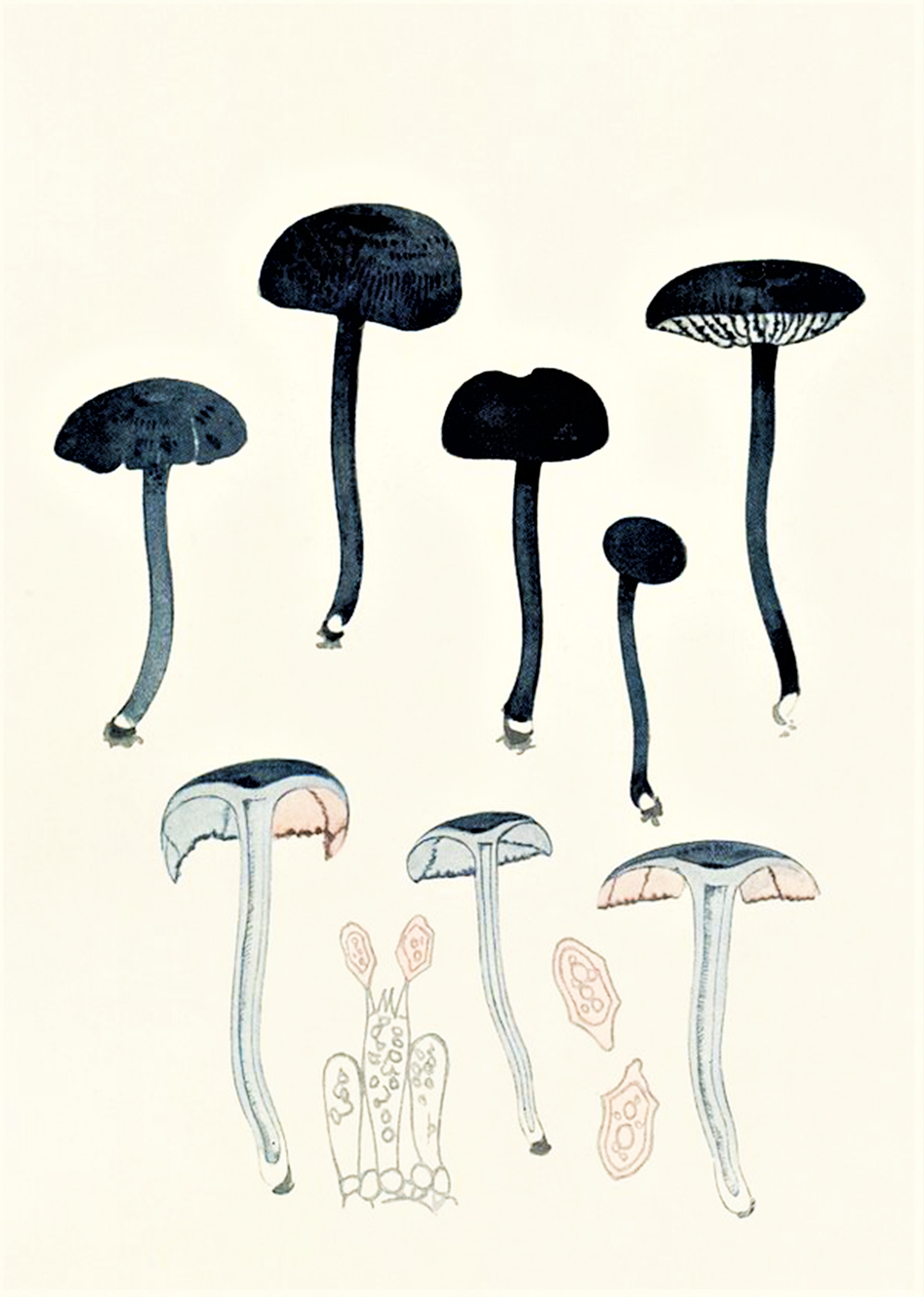

Nem ehető.